# Współczynnik tarcia
Współczynnik tarcia – wielkość charakteryzująca siłę tarcia. W zależności od rodzaju tarcia, wyróżnia się odpowiednie współczynniki tarcia. Oznaczany jest przez: μ [mi], k lub f

## Tarcie ślizgowe
W tarciu ślizgowym (suwnym), współczynnik tarcia jest równy stosunkowi siły tarcia T do sił nacisku Fn ciała na podłoże (drugie ciało).
{\displaystyle \mu ={\frac {T}{F_{n}}}}
Współczynnik tarcia ślizgowego jest wielkością bezwymiarową.
W powyższym wzorze współczynnik tarcia określony jest przez siłę tarcia T:
- dla tarcia kinetycznego – działającą podczas ruchu,
- dla tarcia statycznego – równą co do wartości maksymalnej sile w kierunku możliwego ruchu, która nie wprawia jeszcze ciał w ruch.

W większości przypadków współczynnik tarcia statycznego jest większy od współczynnika tarcia kinetycznego. Wartości współczynnika tarcia silnie zależą od rodzaju powierzchni, zanieczyszczeń i wielu innych czynników, dlatego czasem określa się również warunki w jakich przeprowadzono pomiar np. kształtu, chropowatości powierzchni.
Dla tarcia ślizgowego, w miejsce współczynnika tarcia ślizgowego czasem podaje się kąt tarcia określony wzorem:
{\displaystyle \mu =\operatorname {tg} \rho }
Kąt tarcia jest równy kątowi nachylenia równi pochyłej, przy którym ciało zsuwa się ruchem jednostajnym.

## Tarcie toczne
Dla tarcia tocznego współczynnik tarcia jest równy stosunkowi momentu tarcia tocznego Mt do siły nacisku N. Współczynnik ten ma wymiar wyrażany w jednostkach długości (np. m).
{\displaystyle f={\frac {M_{t}}{N}}}

## Współczynnik tarcia
Współczynniki tarcia ślizgowego pomiędzy niektórymi materiałami
| Materiały             | Statyczne, sucha powierzchnia | Statyczne, śliska powierzchnia | Kinetyczne, sucha powierzchnia | Kinetyczne, śliska powierzchnia |
| --------------------- | ----------------------------- | ------------------------------ | ------------------------------ | ------------------------------- |
| Aluminium - stal      | 0,61                          | -                              | 0,47                           | -                               |
| Aluminium - aluminium | 1,05 - 1,35                   | 0,3                            | -                              | -                               |
| Złoto - złoto         | 2,5                           | -                              | -                              | -                               |
| Platyna - platyna     | 1,2                           | 0,25                           | -                              | -                               |
| Srebro - srebro       | 1,4                           | 0,55                           | -                              | -                               |
| Mosiądz - stal        | 0,35                          | 0,19                           | 0,44                           | -                               |
| Żeliwo - miedź        | 1,05                          | -                              | 0,29                           | -                               |
| Żeliwo - cynk         | 0,85                          | -                              | 0,21                           | -                               |
| Beton - drewno        | 0,62                          | -                              | -                              | -                               |
| Miedź - stal          | 0,53                          | -                              | 0,36                           | -                               |
| Szkło - szkło         | 0,9 - 1                       | 0,1 - 0,6                      | 0,4                            | 0,09 - 0,12                     |
| Lód - lód             | 0,02 - 0,09                   | -                              | -                              | -                               |
| Polietylen - stal     | 0,2                           | 0,2                            | -                              | -                               |
| Teflon - teflon       | 0,04                          | 0,04                           | -                              | -                               |
| Stal - lód            | 0,03                          | -                              | -                              | -                               |
| Stal - teflon         | 0,04 - 0,20                   | 0,04                           | -                              | 0,04                            |
| Stal - stal           | 0,74 - 0,80                   | 0,16                           | 0,42 - 0,60                    | -                               |
| Drewno - metal        | 0,2 - 0,6                     | 0,2                            | -                              | -                               |
| Drewno - drewno       | 0,25 - 0,50                   | 0,2                            | -                              | -                               |
| Drewno - śnieg        | -                             | -                              | 0,04                           | -                               |
| Drewno - lód          | 0,05                          | -                              | -                              | -                               |
| Żelazo - żelazo       | 1                             | 0,15 - 0,20                    | -                              | -                               |
| Guma - beton          | 1                             | 0,3                            | 0,60 - 0,85                    | 0,45 - 0,75                     |
| Guma - asfalt         | 0,9                           | -                              | 0,5 - 0,8                      | 0,25 - 0,75                     |
| Drewno - cegła        | 0,6                           | -                              | -                              | -                               |